# Штадланд
Штадланд (њем. Stadland) општина је у њемачкој савезној држави Доња Саксонија. Једно је од 9 општинских средишта округа Везермарш. Према процјени из 2010. у општини је живјело 7.687 становника. Посједује регионалну шифру (AGS) 3461009.

## Географски и демографски подаци
Штадланд се налази у савезној држави Доња Саксонија у округу Везермарш. Општина се налази на надморској висини од 1 метара. Површина општине износи 113,4 km². У самом мјесту је, према процјени из 2010. године, живјело 7.687 становника. Просјечна густина становништва износи 68 становника/km².

## Међународна сарадња
| Мјесто | Држава    | Врста сарадње | Од    |
| ------ | --------- | ------------- | ----- |
|        | Француска | партнерство   | 1991. |
| Извор  |           |               |       |